# Иштван Нађ (фудбалер, 1939)
Иштван Нађ (мађ. Nagy István; Будимпешта, 14. април 1939 — 22. октобар 1999) био је мађарски фудбалер. Рођен је у Будимпешти. Током своје клупске каријере играо је за МТК. За мађарску фудбалску репрезентацију учествовао је на ФИФА-ином светском првенству 1962., Европском купу 1964. и ФИФА-ином светском првенству 1966. године.